# Rocco Steele
Rocco Steele (ur. 18 lipca 1964 w Ohio) – amerykański aktor, producent i reżyser filmów pornograficznych, fotomodel pochodzenia włoskiego i niemieckiego.

## Życiorys

### Wczesne lata
Urodził się w rodzinie katolickiej. Wychował się z trzema starszymi siostrami w małym miasteczku Ohio. Jego matka była Amerykanką, ojciec miał pochodzenie włosko-amerykańskie. Uczęszczał do prywatnych szkół katolickich. W 1981, kiedy miał dwanaście lat, jego rodzice rozwiedli się. Po ukończeniu Niskayuna High School w Niskayunie, w latach 2005–2009 studiował prawo w Union College w Schenectady i na Uniwersytecie w Akronie w Ohio, gdzie otrzymał tytuł Bachelor of Science na kierunku poliologii / wymiaru sprawiedliwości. Później przeniósł się do Schenectady i Nowego Jorku, gdzie przez czternaście lat pracował w firmach prawniczych i marketingowych. 
W maju 2012 zrezygnował z pracy korporacyjnej, pracując dorywczo jako model.

### Kariera w branży porno
Latem 2012 zaczął pracować jako „pan do towarzystwa”. W tym czasie nawiązał kontakt z aktorem porno Raymondem Dragonem, z którym rozmawiał o chęci grania w filmach pornograficznych i w studiu w Beacon nagrał swoją pierwszą scenę solo. Planował przyjąć pseudonim Rocco Romano, ale w ostatniej chwili zmienił go na Rocco Steele.
Zadebiutował w scenie seksu w filmie studia Raging Stallion Guard Patrol (2014), a następnie wystąpił z Adamem Russo w filmie Working-Class Stiff (2014); obie produkcje były nominowane do XBIZ Award dla gejowskiego filmu roku. Wkrótce później grał jako aktyw w pełnometrażowych filmach porno produkowanych przez wytwórnie filmowe: Lucas Entertainment, Ray Dragon, Raging Stallion, Men.com, Tim Tales, Butch Dixon, Raw Fuck Club, Treasure Island Media czy DominicFord.com. W filmie LucasEntertainment.com Jump Into Rocco Steeles Breeding Party (2015) po raz pierwszy wystąpił jako aktor pasyw.
Pracował jako reżyser dla Dragon Media, a pierwszym wyreżyserowanym przez niego filmem był Rocco Steele’s Urban Legend (2015). Wiosną 2015 otworzył własne studio nagraniowe – Rocco Steele Studio. Prowadzi także własny profil na platformie erotycznej OnlyFans. 
Jesienią 2015 firma produkująca gadżety erotyczne Icon Brands – Falcon Supercock wykonała wierny odlew zewnętrznych narządów płciowych Steele’a i sporządziła na ich podstawie dildo. W październiku 2019 w artykule magazynu dla mężczyzn „Men’s Health” masturbator Rocco Steele’a marki Perfect Fit Brand został nazwany „tatusiem wszystkich masturbatorów”.
W styczniu 2019 w Los Angeles i w maju 2019 w Londynie gościł na targach zabawek erotycznych z Perfect Fit Brand ANME (AdultNoveltyManufacturersExpo.com). Również w 2019 wypowiedział się jako gejowski przewodnik randkowy w poradniku Winstona Gieseke’a Bang Like a Porn Star: Sex Tips from the Pros, który ukazał się również na niemieckojęzycznym rynku wydawniczym jako Pornostars packen aus!: Die Sextipps der Profis.

### Działalność poza branżą porno
W 2015 wziął udział w kampanii reklamowej bielizny CellBlock 13 - Studio Timoteo z Boomerem Banksem. Pojawił się na okładce magazynu „G” (kwiecień-czerwiec 2015). Wiosną 2016 wprowadził własną markę bokserek 10Seven, co jest aluzją do wymiarów jego penisa. 
Wystąpił gościnnie w teledysku drag queen Alaski Thunderfuck do piosenki „Puppet” (2016).

## Życie prywatne
W latach młodzieńczych czuł, że pociąga go ta sama płeć. Po ukończeniu liceum przeprowadził się do Nowego Jorku i miał tam swoje pierwsze doświadczenia homoseksualne. Przyznał się przed swoją rodziną do swojego homoseksualizmu. Po studiach osiedlił się na Manhattanie w Nowym Jorku.
W młodości miał problemy z alkoholem i narkotykami, od 1998 stał się abstynentem. W jednym z wywiadów przyznał, że jest nosicielem wirusa HIV. 
Swój pierwszy tatuaż, przedstawiający różowy trójkąt dla Act Up (wpływowej grupy aktywistów na rzecz świadomości HIV/AIDS) zrobił sobie na nodze w latach 80. Inny tatuaż to delfin, wytatuowany wewnątrz różowego trójkąta. Z kolei tatuaż na lewym ramieniu to hołd złożony jego zmarłemu ojcu, który był Włochem i zmarł po długiej walce z rakiem. Ze względu na aparycję często porównywany jest do aktora Rona Perlmana.
Wspiera i zachęca do adopcji psów znajdujących się pod tymczasową opieką w nowojorskich schroniskach dla bezdomnych zwierząt: Rescue Dogs Rock, New York Bully Crew i Rancho Relaxo.

## Nagrody i wyróżnienia
W 2014 redakcja bloga ManHuntDaily.com przyznała mu tytuł posiadacza najlepszego penisa roku 2014. W 2015 podczas gali wręczenia nagród Hookie Awards otrzymał tytuł Mistera Nowego Jorku (ang. Mr. New York) i Mistera międzynarodowego towaru eskortowego (ang. Mr. International Escort) oraz nagrodę za najlepszego penisa (ang. Best Cock). W tym samym roku odebrał nagrodę Grabby dla ulubionej gwiazdy gejowskiego porno oraz za najgorętszego penisa i najlepszą scenę grupową (w Guard Patrol, 2014). W 2016 został uhonorowany nagrodą Grabby dla najgorętszego aktywa i za najlepszy duet (z Caseyem Everettem w Daddy Issues; 2015). Za występ w Secrets & Lies (2016) otrzymał w 2017 nagrodę Grabby dla najlepszego aktora. W 2018 dostał nagrodę Grabby dla faworya fanów portalu squirt.org.
W 2014 zajął drugie miejsce w plebiscycie portalu The Sword na najgorętszego debiutanta gejowskich filmów porno. W 2015 zajął piąte miejsce na liście najseksowniejszych gejowskich gwiazd porno” (Los actores porno gay mas sexys listado 14) przygotowanej przez hiszpański portal 20minutos.es. W 2016 zajął drugie miejsce w rankingu portalu Cityvega, który uwzględnił 10 najbardziej utalentowanych i pożądanych aktorów porno. W 2019 zajął 12. miejsce na liście 20 najgorętszych największych penisów w porno według AdultContent.com. W 2020 zajął piąte miejsce na liście 10. najlepszych występujących ogierów gejowskich w plebiscycie Adult Entertainment Broadcast Network i zajął siódme miejsce w rankingu 20minutos.es uwzględniającego najlepszego gejowskie gwiazdy porno.
| Rok  | Nagroda                             | Kategoria                               | Film                                        | Inni wykonawcy                             |
| ---- | ----------------------------------- | --------------------------------------- | ------------------------------------------- | ------------------------------------------ |
| 2015 | Hookies International Escort Awards | Mr. International Escort                | –                                           | –                                          |
| 2015 | Hookies International Escort Awards | Najlepszy penis                         | –                                           | –                                          |
| 2015 | Grabby Award                        | Najgorętszy penis                       | –                                           | –                                          |
| 2015 | Grabby Award                        | Faworyt fanów Squirt.org                | –                                           | –                                          |
| 2015 | Grabby Award                        | Najlepsza scena grupowa                 | Guard Patrol (2014)                         | Mitch Vaughn, Brian Bonds i David Benjamin |
| 2015 | Raven’s Eden Award                  | Najlepszy tatuś                         | –                                           | –                                          |
| 2016 | XBIZ Award                          | Gejowski wykonawca roku                 | –                                           | –                                          |
| 2016 | Grabby Award                        | Najlepszy duet                          | Daddy Issues (2015)                         | Casey Everett                              |
| 2016 | Grabby Award                        | Najgorętszy aktyw                       | –                                           | –                                          |
| 2016 | Raven’s Eden Award                  | Najlepszy penis                         | –                                           |                                            |
| 2017 | Prowler Porn Award                  | Najlepszy międzynarodowy gwiazdor porno | –                                           | –                                          |
| 2017 | Grabby Award                        | Najlepszy aktor                         | Secrets & Lies (2016)                       | –                                          |
| 2018 | Grabby Award                        | Faworyt fanów Squirt.org                | –                                           | –                                          |
| 2019 | Grabby Awards                       | Ulubiona gwiazda porno fanów Squirt.org | –                                           | –                                          |
| 2020 | GayVN Awards                        | Nagroda fanów: Ulubiony tato            | –                                           | –                                          |
| 2020 | Special Stiletto Award              | Evolution Wonderlounge Hall of fame     | –                                           | –                                          |
| 2021 | GayVN Awards                        | Nagroda fanów: Ulubiony tatuś           | –                                           | –                                          |
| 2021 | Grabby Awards                       | Najlepszy film pełen seksu              | Rocco Steele’s Barcelona Underground (2020) | –                                          |
| 2021 | Fleshbot Awards                     | Najlepszy penis                         | –                                           | –                                          |
| 2022 | Cybersocket Award                   | Tatuś roku                              | –                                           | –                                          |
| 2022 | Fleshbot Award                      | Najlepszy tatuś                         | –                                           | –                                          |